# Список видов семейства Agelenidae
Список всех описанных видов пауков семейства Agelenidae на 4 декабря 2013 года. 

## Acutipetala
Acutipetala Dankittipakul & Zhang, 2008
- Acutipetala donglini Dankittipakul & Zhang, 2008 — Таиланд
- Acutipetala octoginta Dankittipakul & Zhang, 2008 — Таиланд

## Agelena
Agelena Walckenaer, 1805
- Agelena agelenoides (Walckenaer, 1841) — Западная Средиземноморье
- Agelena annulipedella Strand, 1913 — Центральная Африка
- Agelena atlantea Fage, 1938 — Марокко
- Agelena australis Simon, 1896 — Южная Африка
- Agelena babai Tanikawa, 2005 — Япония
- Agelena barunae Tikader, 1970 — Индия
- Agelena bifida Wang, 1997 — Китай
- Agelena borbonica Vinson, 1863 — Реюньон
- Agelena canariensis Lucas, 1838 — Канарские Острова, Марокко, Алжир
- Agelena chayu Zhang, Zhu & Song, 2005 — Китай
- Agelena choi Paik, 1965 — Корея
- Agelena consociata Denis, 1965 — Габон
- Agelena cuspidata Zhang, Zhu & Song, 2005 — Китай
- Agelena doris Hogg, 1922 — Вьетнам
- Agelena dubiosa Strand, 1908 — Эфиопия, Руанда
- Agelena fagei Caporiacco, 1949 — Кения
- Agelena funerea Simon, 1909 — Восточная Африка
- Agelena gaerdesi Roewer, 1955 — Намибия
- Agelena gautami Tikader, 1962 — Индия
- Agelena gomerensis Wunderlich, 1992 — Канарские Острова
- Agelena gonzalezi Schmidt, 1980 — Канарские Острова
- Agelena hirsutissima Caporiacco, 1940 — Эфиопия
- Agelena howelli Benoit, 1978 — Танзания
- Agelena incertissima Caporiacco, 1939 — Эфиопия
- Agelena inda Simon, 1897 — Индия
- Agelena injuria Fox, 1936 — Китай
- Agelena jaundea Roewer, 1955 — Камерун
- Agelena jirisanensis Paik, 1965 — Корея
- Agelena jumbo Strand, 1913 — Центральная Африка
  - Agelena jumbo kiwuensis Strand, 1913 — Восточная Африка
- Agelena keniana Roewer, 1955 — Кения
- Agelena kiboschensis Lessert, 1915 — Центральная, Восточная Африка
- Agelena labyrinthica (Clerck, 1757) — Палеарктика
- Agelena lawrencei Roewer, 1955 — Зимбабве
- Agelena limbata Thorell, 1897 — Китай, Корея, Мьянма, Лаос, Япония
- Agelena lingua Strand, 1913 — Центральная Африка
- Agelena littoricola Strand, 1913 — Центральная Африка
- Agelena longimamillata Roewer, 1955 — Мозамбик
- Agelena longipes Carpenter, 1900 — Англия (ввезён)
- Agelena lukla Nishikawa, 1980 — Непал
- Agelena maracandensis (Charitonov, 1946) — Центральная Азия
- Agelena mengeella Strand, 1942 — Германия
- Agelena mengei Lebert, 1877 — Швейцария
- Agelena moschiensis Roewer, 1955 — Танзания
- Agelena mossambica Roewer, 1955 — Мозамбик
- Agelena nairobii Caporiacco, 1949 — Центральная, Восточная Африка
- Agelena nigra Caporiacco, 1940 — Эфиопия
- Agelena nyassana Roewer, 1955 — Малави
- Agelena oaklandensis Barman, 1979 — Индия
- Agelena orientalis C. L. Koch, 1837 — от Италии до Центральной Азии, Иран
- Agelena poliosata Wang, 1991 — Китай
- Agelena republicana Darchen, 1967 — Габон
- Agelena satmila Tikader, 1970 — Индия
- Agelena scopulata Wang, 1991 — Китай
- Agelena secsuensis Lendl, 1898 — Китай
- Agelena sherpa Nishikawa, 1980 — Непал
- Agelena shillongensis Tikader, 1969 — Индия
- Agelena silvatica Oliger, 1983 — Россия, Китай, Япония
- Agelena suboculata Simon, 1910 — Намибия
- Agelena tadzhika Andreeva, 1976 — Россия, Центральная Азия
- Agelena tenerifensis Wunderlich, 1992 — Канарские Острова
- Agelena tenuella Roewer, 1955 — Камерун
- Agelena tenuis Hogg, 1922 — Вьетнам
- Agelena teteana Roewer, 1955 — Мозамбик
- Agelena tungchis Lee, 1998 — Тайвань
- Agelena zorica Strand, 1913 — Центральная, Восточная Африка
- Agelena zuluana Roewer, 1955 — Южная Африка

## Agelenella
Agelenella Lehtinen, 1967
- Agelenella pusilla (Pocock, 1903) — Йемен, Сокотра

## Agelenopsis
Agelenopsis Giebel, 1869
- Agelenopsis actuosa (Gertsch & Ivie, 1936) — США, Канада
- Agelenopsis aleenae Chamberlin & Ivie, 1935 — США
- Agelenopsis aperta (Gertsch, 1934) — США, Мексика
- Agelenopsis emertoni Chamberlin & Ivie, 1935 — США
- Agelenopsis kastoni Chamberlin & Ivie, 1941 — США
- Agelenopsis longistyla (Banks, 1901) — США
- Agelenopsis naevia (Walckenaer, 1841) — США, Канада
- Agelenopsis oklahoma (Gertsch, 1936) — США
- Agelenopsis oregonensis Chamberlin & Ivie, 1935 — США
- Agelenopsis pennsylvanica (C. L. Koch, 1843) — США
- Agelenopsis potteri (Blackwall, 1846) — Северная Америка, ввезён в Россию
- Agelenopsis spatula Chamberlin & Ivie, 1935 — США
- Agelenopsis utahana (Chamberlin & Ivie, 1933) — США, Канада, Аляска

## Ageleradix
Ageleradix Xu & Li, 2007
- Ageleradix cymbiforma (Wang, 1991) — Китай
- Ageleradix otiforma (Wang, 1991) — Китай
- Ageleradix sichuanensis Xu & Li, 2007 — Китай
- Ageleradix schwendingeri Zhang, Li & Xu, 2008 — Китай
- Ageleradix sternseptum Zhang, Li & Xu, 2008 — Китай
- Ageleradix zhishengi Zhang, Li & Xu, 2008 — Китай

## Agelescape
Agelescape Levy, 1996
- Agelescape affinis (Kulczynski, 1911) — Турция, Сирия
- Agelescape caucasica Guseinov, Marusik & Koponen, 2005 — Греция, Азербайджан
- Agelescape dunini Guseinov, Marusik & Koponen, 2005 — Азербайджан
- Agelescape gideoni Levy, 1996 — от Турции до Израиля
- Agelescape levyi Guseinov, Marusik & Koponen, 2005 — Азербайджан
- Agelescape livida (Simon, 1875) — Средиземноморье
- Agelescape talyshica Guseinov, Marusik & Koponen, 2005 — Азербайджан

## Ahua
Ahua Forster & Wilton, 1973
- Ahua dentata Forster & Wilton, 1973 — Новая Зеландия
- Ahua insula Forster & Wilton, 1973 — Новая Зеландия
- Ahua kaituna Forster & Wilton, 1973 — Новая Зеландия
- Ahua vulgaris Forster & Wilton, 1973 — Новая Зеландия

## Allagelena
Allagelena Zhang, Zhu & Song, 2006
- Allagelena bistriata (Grube, 1861) — Россия, Китай
- Allagelena difficilis (Fox, 1936) — Китай, Корея
- Allagelena donggukensis (Kim, 1996) — Корея, Япония
- Allagelena gracilens (C. L. Koch, 1841) — Центральная Европа, Средиземноморье до Центральной Азии
- Allagelena koreana (Paik, 1965) — Китай, Корея
- Allagelena monticola Chami-Kranon, Likhitrakarn & Dankittipakul, 2007 — Таиланд
- Allagelena opulenta (L. Koch, 1878) — Китай, Корея, Тайвань, Япония

## Alloclubionoides
Alloclubionoides Paik, 1992
- Alloclubionoides amurensis (Ovtchinnikov, 1999) — Россия
- Alloclubionoides bifidus (Paik, 1976) — Корея
- Alloclubionoides boryeongensis Kim & Ye, 2013 — Корея
- Alloclubionoides circinalis (Gao et al., 1993) — Китай
- Alloclubionoides cochlea (Kim, Lee & Kwon, 2007) — Корея
- Alloclubionoides coreanus Paik, 1992 — Корея
- Alloclubionoides dimidiatus (Paik, 1974) — Корея
- Alloclubionoides euini (Paik, 1976) — Корея
- Alloclubionoides grandivulvus (Yaginuma, 1969) — Япония
- Alloclubionoides jaegeri (Kim, 2007) — Корея
- Alloclubionoides jirisanensis Kim, 2009 — Корея
- Alloclubionoides kimi (Paik, 1974) — Корея
- Alloclubionoides lunatus (Paik, 1976) — Корея
- Alloclubionoides mandzhuricus (Ovtchinnikov, 1999) — Россия
- Alloclubionoides meniscatus (Zhu & Wang, 1991) — Китай
- Alloclubionoides napolovi (Ovtchinnikov, 1999) — Россия
- Alloclubionoides nariceus (Zhu & Wang, 1994) — Китай
- Alloclubionoides ovatus (Paik, 1976) — Корея
- Alloclubionoides paiki (Ovtchinnikov, 1999) — Россия
- Alloclubionoides paikwunensis (Kim & Jung, 1993) — Корея
- Alloclubionoides pseudonariceus (Zhang, Zhu & Song, 2007) — Китай
- Alloclubionoides quadrativulvus (Paik, 1974) — Корея
- Alloclubionoides rostratus (Song et al., 1993) — Китай
- Alloclubionoides solea Kim & Kim, 2012 — Корея
- Alloclubionoides terdecimus (Paik, 1978) — Корея
- Alloclubionoides triangulatus (Zhang, Zhu & Song, 2007) — Китай
- Alloclubionoides trisaccatus (Zhang, Zhu & Song, 2007) — Китай
- Alloclubionoides wolchulsanensis Kim, 2009 — Корея

## Aterigena
Aterigena Bolzern, Hanggi & Burckhardt, 2010
- Aterigena aculeata (Wang, 1992) — Китай
- Aterigena aliquoi (Brignoli, 1971) — Сицилия
- Aterigena aspromontensis Bolzern, Hanggi & Burckhardt, 2010 — Италия
- Aterigena ligurica (Simon, 1916) — Франция, Италия
- Aterigena soriculata (Simon, 1873) — Корсика, Сардиния

## Azerithonica
Azerithonica Guseinov, Marusik & Koponen, 2005
- Azerithonica hyrcanica Guseinov, Marusik & Koponen, 2005 — Азербайджан

## Barronopsis
Barronopsis Chamberlin & Ivie, 1941
- Barronopsis arturoi Alayon, 1993 — Куба
- Barronopsis barrowsi (Gertsch, 1934) — США, Куба, Гаити
- Barronopsis floridensis (Roth, 1954) — США, Багамы
- Barronopsis jeffersi (Muma, 1945) — США, Куба
- Barronopsis pelempito Alayon, 2012 — Гаити
- Barronopsis stephaniae Stocks, 2009 — США
- Barronopsis texana (Gertsch, 1934) — США

## Benoitia
Benoitia Lehtinen, 1967
- Benoitia agraulosa (Wang & Wang, 1991) — Китай
- Benoitia bornemiszai (Caporiacco, 1947) — Восточная Африка
- Benoitia deserticola (Simon, 1910) — Намибия, Ботсвана
- Benoitia lepida (O. P.-Cambridge, 1876) — Северная Африка, Кипр, Израиль, Йемен
- Benoitia ocellata (Pocock, 1900) — Южная Африка
- Benoitia raymondeae (Lessert, 1915) — Восточная Африка
- Benoitia rhodesiae (Pocock, 1901) — Южная Африка
- Benoitia timida (Audouin, 1826) — Египт, Израиль
- Benoitia upembana (Roewer, 1955) — Конго

## Bifidocoelotes
Bifidocoelotes Wang, 2002
- Bifidocoelotes bifidus (Wang, Tso & Wu, 2001) — Тайвань
- Bifidocoelotes primus (Fox, 1937) — Гонконг

## Calilena
Calilena Chamberlin & Ivie, 1941
- Calilena absoluta (Gertsch, 1936) — США
- Calilena adna Chamberlin & Ivie, 1941 — США
- Calilena angelena Chamberlin & Ivie, 1941 — США
- Calilena arizonica Chamberlin & Ivie, 1941 — США
- Calilena californica (Banks, 1896) — США
- Calilena gertschi Chamberlin & Ivie, 1941 — США
- Calilena gosoga Chamberlin & Ivie, 1941 — США
- Calilena magna Chamberlin & Ivie, 1941 — США
- Calilena nita Chamberlin & Ivie, 1941 — США
- Calilena peninsulana (Banks, 1898) — Мексика
- Calilena restricta Chamberlin & Ivie, 1941 — США
  - Calilena restricta dixiana Chamberlin & Ivie, 1941 — США
- Calilena saylori Chamberlin & Ivie, 1941 — США
- Calilena siva Chamberlin & Ivie, 1941 — США
- Calilena stylophora Chamberlin & Ivie, 1941 — США
  - Calilena stylophora laguna Chamberlin & Ivie, 1941 — США
  - Calilena stylophora oregona Chamberlin & Ivie, 1941 — США
  - Calilena stylophora pomona Chamberlin & Ivie, 1941 — США
- Calilena umatilla Chamberlin & Ivie, 1941 — США
  - Calilena umatilla schizostyla Chamberlin & Ivie, 1941 — США
- Calilena yosemita Chamberlin & Ivie, 1941 — США

## Coelotes
Coelotes Blackwall, 1841
- Coelotes acerbus Liu, Li & Pham, 2010 — Вьетнам
- Coelotes acicularis Wang, Griswold & Ubick, 2009 — Китай
- Coelotes aguniensis Shimojana, 2000 — Острова Рюкю
- Coelotes akakinaensis Shimojana, 2000 — Острова Рюкю
- Coelotes albimontanus Nishikawa, 2009 — Япония
- Coelotes alpinus Polenec, 1972 — Италия, Австрия, Словения
- Coelotes amamiensis Shimojana, 1989 — Острова Рюкю
- Coelotes amplilamnis Saito, 1936 — Китай
- Coelotes antri (Komatsu, 1961) — Япония
- Coelotes arganoi Brignoli, 1978 — Турция
- Coelotes aritai Nishikawa, 2009 — Япония
- Coelotes atropos (Walckenaer, 1830) — Европа
  - Coelotes atropos anomalus Hull, 1955 — Великобритания
  - Coelotes atropos silvestris Hull, 1955 — Великобритания
- Coelotes bifurcatus Okumura & Ono, 2006 — Япония
- Coelotes brachiatus Wang et al., 1990 — Китай
- Coelotes brevis Xu & Li, 2007 — Китай
- Coelotes capacilimbus Xu & Li, 2006 — Китай
- Coelotes caudatus de Blauwe, 1973 — Ливан
- Coelotes cavernalis Huang, Peng & Li, 2002 — Китай
- Coelotes cavicola (Komatsu, 1961) — Япония
- Coelotes charitonovi Spassky, 1939 — Центральная Азия
- Coelotes chenzhou Zhang & Yin, 2001 — Китай
- Coelotes coenobita Brignoli, 1978 — Турция
- Coelotes colosseus Xu & Li, 2007 — Китай
- Coelotes conversus Xu & Li, 2006 — Китай
- Coelotes cornutus Nishikawa, 2009 — Япония
- Coelotes curvilamnis Ovtchinnikov, 2001 — Центральная Азия
  - Coelotes curvilamnis alatauensis Ovtchinnikov, 2001 — Центральная Азия
  - Coelotes curvilamnis boomensis Ovtchinnikov, 2001 — Центральная Азия
- Coelotes cylistus Peng & Wang, 1997 — Китай
- Coelotes decolor Nishikawa, 1973 — Япония
- Coelotes doii Nishikawa, 2009 — Япония
- Coelotes dormans Nishikawa, 2009 — Япония
- Coelotes eharai Arita, 1976 — Япония
- Coelotes enasanus Nishikawa, 2009 — Япония
- Coelotes exilis Nishikawa, 2009 — Япония
- Coelotes exitialis L. Koch, 1878 — Корея, Япония
- Coelotes filamentaceus Tang, Yin & Zhang, 2002 — Китай
- Coelotes forficatus Liu & Li, 2010 — Китай
- Coelotes furvus Liu, Li & Pham, 2010 — Вьетнам
- Coelotes galeiformis Wang et al., 1990 — Китай
- Coelotes gifuensis Nishikawa, 2009 — Япония
- Coelotes globasus (Wang, Peng & Kim, 1996) — Китай
- Coelotes gotoensis Okumura, 2007 — Япония
- Coelotes guangxian Zhang et al., 2003 — Китай
- Coelotes guttatus Wang et al., 1990 — Китай
- Coelotes hachijoensis Ono, 2008 — Япония
- Coelotes hamamurai Yaginuma, 1967 — Япония
- Coelotes hataensis Nishikawa, 2009 — Япония
- Coelotes hengshanensis Tang & Yin, 2003 — Китай
- Coelotes hexommatus (Komatsu, 1957) — Япония
- Coelotes hikonensis Nishikawa, 2009 — Япония
- Coelotes hiradoensis Okumura & Ono, 2006 — Япония
- Coelotes hiratsukai Arita, 1976 — Япония
- Coelotes hiruzenensis Nishikawa, 2009 — Япония
- Coelotes hiurai Nishikawa, 2009 — Япония
- Coelotes ibukiensis Nishikawa, 2009 — Япония
- Coelotes icohamatus Zhu & Wang, 1991 — Китай
- Coelotes iharai Okumura, 2007 — Япония
- Coelotes iheyaensis Shimojana, 2000 — Острова Рюкю
- Coelotes ikiensis Nishikawa, 2009 — Япония
- Coelotes inabaensis Arita, 1974 — Япония
- Coelotes indistinctus Xu & Li, 2006 — Китай
- Coelotes insulanus Shimojana, 2000 — Острова Рюкю
- Coelotes iriei Okumura, 2013 — Япония
- Coelotes italicus Kritscher, 1956 — Италия
- Coelotes iyoensis Nishikawa, 2009 — Япония
- Coelotes izenaensis Shimojana, 2000 — Острова Рюкю
- Coelotes jucundus Chen & Zhao, 1997 — Китай
- Coelotes juglandicola Ovtchinnikov, 1984 — Киргизия
- Coelotes kagaensis Nishikawa, 2009 — Япония
- Coelotes kakeromaensis Shimojana, 2000 — Острова Рюкю
- Coelotes katsurai Nishikawa, 2009 — Япония
- Coelotes keramaensis Shimojana, 2000 — Острова Рюкю
- Coelotes kimi Kim & Park, 2009 — Корея
- Coelotes kintaroi Nishikawa, 1983 — Япония
- Coelotes kirgisicus Ovtchinnikov, 2001 — Центральная Азия
- Coelotes kitazawai Yaginuma, 1972 — Япония
- Coelotes koshikiensis Okumura, 2013 — Япония
- Coelotes kumejimanus Shimojana, 2000 — Острова Рюкю
- Coelotes kumensis Shimojana, 1989 — Острова Рюкю
- Coelotes lamellatus Nishikawa, 2009 — Япония
- Coelotes luculli Brignoli, 1978 — Турция
- Coelotes maculatus Zhang, Peng & Kim, 1997 — Китай
- Coelotes mastrucatus Wang et al., 1990 — Китай
- Coelotes mediocris Kulczynski, 1887 — Швейцария, Италия, Украина
- Coelotes micado Strand, 1907 — Япония
- Coelotes microps Schenkel, 1963 — Китай
- Coelotes minobusanus Nishikawa, 2009 — Япония
- Coelotes minoensis Nishikawa, 2009 — Япония
- Coelotes miyakoensis Shimojana, 2000 — Острова Рюкю
- Coelotes modestus Simon, 1880 — Китай, Япония
- Coelotes mohrii Nishikawa, 2009 — Япония
- Coelotes motobuensis Shimojana, 2000 — Острова Рюкю
- Coelotes multannulatus Zhang et al., 2006 — Китай
- Coelotes musashiensis Nishikawa, 1989 — Япония
- Coelotes nagaraensis Nishikawa, 2009 — Япония
- Coelotes nasensis Shimojana, 2000 — Острова Рюкю
- Coelotes nazuna Nishikawa, 2009 — Япония
- Coelotes nenilini Ovtchinnikov, 1999 — Узбекистан
- Coelotes ningmingensis Peng et al., 1998 — Китай
- Coelotes notoensis Nishikawa, 2009 — Япония
- Coelotes obako Nishikawa, 1983 — Япония
- Coelotes obesus Simon, 1875 — Франция
- Coelotes ogatai Nishikawa, 2009 — Япония
- Coelotes okinawensis Shimojana, 1989 — Острова Рюкю
- Coelotes osamui Nishikawa, 2009 — Япония
- Coelotes osellai de Blauwe, 1973 — Италия
- Coelotes oshimaensis Shimojana, 2000 — Острова Рюкю
- Coelotes oxyacanthus Okumura, 2013 — Япония
- Coelotes pabulator Simon, 1875 — Франция, Швейцария
- Coelotes pastoralis Ovtchinnikov, 2001 — Центральная Азия
- Coelotes pedodentalis Zhang et al., 2006 — Китай
- Coelotes perbrevis Liu, Li & Pham, 2010 — Вьетнам
- Coelotes personatus Nishikawa, 1973 — Япония
- Coelotes phthisicus Brignoli, 1978 — Турция
- Coelotes pickardi O. P.-Cambridge, 1873 — Швейцария, Италия
  - Coelotes pickardi carpathensis Ovtchinnikov, 1999 — Украина
  - Coelotes pickardi pastor Simon, 1875 — Франция
  - Coelotes pickardi tirolensis (Kulczynski, 1906) — Швейцария, Италия, Украина
- Coelotes plancyi Simon, 1880 — Китай
- Coelotes poleneci Wiehle, 1964 — Австрия, Словения
- Coelotes polyedricus Liu, Li & Pham, 2010 — Вьетнам
- Coelotes poweri Simon, 1875 — Франция
- Coelotes processus Xu & Li, 2007 — Китай
- Coelotes progressoridentes Ovtchinnikov, 2001 — Центральная Азия
- Coelotes prolixus Wang et al., 1990 — Китай
- Coelotes pseudoguangxian Wang, Griswold & Ubick, 2009 — Китай
- Coelotes pseudoterrestris Schenkel, 1963 — Китай
- Coelotes pseudoyunnanensis Wang, Griswold & Ubick, 2009 — Китай
- Coelotes rhododendri Brignoli, 1978 — Турция
- Coelotes robustior Nishikawa, 2009 — Япония
- Coelotes robustus Wang et al., 1990 — Китай
- Coelotes rudolfi (Schenkel, 1925) — Швейцария
- Coelotes rugosus (Wang, Peng & Kim, 1996) — Китай
- Coelotes saccatus Peng & Yin, 1998 — Китай
- Coelotes saikaiensis Okumura, 2013 — Япония
- Coelotes sanoi Nishikawa, 2009 — Япония
- Coelotes sawadai Nishikawa, 2009 — Япония
- Coelotes septus Wang et al., 1990 — Китай
- Coelotes shimajiriensis Shimojana, 2000 — Острова Рюкю
- Coelotes simoni Strand, 1907 — Франция
- Coelotes simplex O. P.-Cambridge, 1885 — Яркенд
- Coelotes solitarius L. Koch, 1868 — Европа
- Coelotes songae Liu, Li & Pham, 2010 — Вьетнам
- Coelotes sordidus Ovtchinnikov, 2001 — Центральная Азия
- Coelotes striatilamnis Ovtchinnikov, 2001 — Центральная Азия
  - Coelotes striatilamnis ketmenensis Ovtchinnikov, 2001 — Центральная Азия
- Coelotes stylifer Caporiacco, 1935 — Кашмир
- Coelotes suruga Nishikawa, 2009 — Япония
- Coelotes suthepicus Dankittipakul, Chami-Kranon & Wang, 2005 — Таиланд
- Coelotes takanawaensis Nishikawa, 2009 — Япония
- Coelotes tarumii Arita, 1976 — Япония
- Coelotes taurus Nishikawa, 2009 — Япония
- Coelotes tegenarioides O. P.-Cambridge, 1885 — Яркенд
- Coelotes terrestris (Wider, 1834) — Палеарктика
- Coelotes thailandensis Dankittipakul & Wang, 2003 — Таиланд
- Coelotes tiantongensis Zhang, Peng & Kim, 1997 — Китай
- Coelotes titaniacus Brignoli, 1977 — Греция
- Coelotes tochigiensis Nishikawa, 2009 — Япония
- Coelotes tojoi Nishikawa, 2009 — Япония
- Coelotes tokaraensis Shimojana, 2000 — Острова Рюкю
- Coelotes tokunoshimaensis Shimojana, 2000 — Острова Рюкю
- Coelotes tominagai Nishikawa, 2009 — Япония
- Coelotes tonakiensis Shimojana, 2000 — Острова Рюкю
- Coelotes towaensis Nishikawa, 2009 — Япония
- Coelotes transiliensis Ovtchinnikov, 2001 — Центральная Азия
- Coelotes troglocaecus Shimojana & Nishihira, 2000 — Окинава
- Coelotes turkestanicus Ovtchinnikov, 1999 — Россия, Центральная Азия
- Coelotes undulatus Hu & Wang, 1990 — Китай
- Coelotes unicatus Yaginuma, 1977 — Япония
- Coelotes unzenensis Okumura, 2013 — Япония
- Coelotes uozumii Nishikawa, 2002 — Япония
- Coelotes vallei Brignoli, 1977 — Италия
- Coelotes vestigialis Xu & Li, 2007 — Китай
- Coelotes vignai Brignoli, 1978 — Турция
- Coelotes wangi Chen & Zhao, 1997 — Китай
- Coelotes wugeshanensis Zhang, Yin & Kim, 2000 — Китай
- Coelotes xinjiangensis Hu, 1992 — Китай
- Coelotes yaginumai Nishikawa, 1972 — Япония
- Coelotes yahagiensis Nishikawa, 2009 — Япония
- Coelotes yambaruensis Shimojana, 2000 — Острова Рюкю
- Coelotes yanhengmei Wang, Griswold & Ubick, 2009 — Китай
- Coelotes yodoensis Nishikawa, 1977 — Япония
- Coelotes yunnanensis Schenkel, 1963 — Китай
- Coelotes zaoensis Nishikawa, 2009 — Япония

## Coras
Coras Simon, 1898
- Coras aerialis Muma, 1946 — США
- Coras alabama Muma, 1946 — США
- Coras angularis Muma, 1944 — США
- Coras cavernorum Barrows, 1940 — США
- Coras crescentis Muma, 1944 — США
- Coras furcatus Muma, 1946 — США
- Coras juvenilis (Keyserling, 1881) — США
- Coras kisatchie Muma, 1946 — США
- Coras lamellosus (Keyserling, 1887) — США
- Coras medicinalis (Hentz, 1821) — США, Канада
- Coras montanus (Emerton, 1890) — США, Канада
- Coras parallelis Muma, 1944 — США
- Coras perplexus Muma, 1946 — США
- Coras taugynus Chamberlin, 1925 — США
- Coras tennesseensis Muma, 1946 — США

## Draconarius
Draconarius Ovtchinnikov, 1999
- Draconarius abbreviatus Dankittipakul & Wang, 2003 — Таиланд
- Draconarius absentis Wang, 2003 — Китай
- Draconarius acidentatus (Peng & Yin, 1998) — Китай
- Draconarius acutus Xu & Li, 2008 — Китай
- Draconarius adligansus (Peng & Yin, 1998) — Китай
- Draconarius adnatus Wang, Griswold & Miller, 2010 — Китай
- Draconarius agrestis Wang, 2003 — Китай
- Draconarius altissimus (Hu, 2001) — Китай
- Draconarius anceps Wang, Griswold & Miller, 2010 — Китай
- Draconarius anthonyi Dankittipakul & Wang, 2003 — Таиланд
- Draconarius arcuatus (Chen, 1984) — Китай
- Draconarius argenteus (Wang et al., 1990) — Китай
- Draconarius aspinatus (Wang et al., 1990) — Китай
- Draconarius auriculatus Xu & Li, 2006 — Китай
- Draconarius auriformis Xu & Li, 2007 — Китай
- Draconarius australis Dankittipakul, Sonthichai & Wang, 2006 — Таиланд
- Draconarius bannaensis Liu & Li, 2010 — Китай
- Draconarius baronii (Brignoli, 1978) — Бутан
- Draconarius baxiantaiensis Wang, 2003 — Китай
- Draconarius beloniforis Wang & Martens, 2009 — Непал
- Draconarius bifarius Wang & Martens, 2009 — Непал
- Draconarius bituberculatus (Wang et al., 1990) — Китай
- Draconarius bounnami Wang & Jager, 2008 — Лаос
- Draconarius brachialis Xu & Li, 2007 — Китай
- Draconarius brevikarenos Wang & Martens, 2009 — Непал
- Draconarius brunneus (Hu & Li, 1987) — Китай
- Draconarius calcariformis (Wang, 1994) — Китай
- Draconarius capitellus Wang & Martens, 2009 — Непал
- Draconarius capitulatus Wang, 2003 — Китай
- Draconarius carinatus (Wang et al., 1990) — Китай
- Draconarius catillus Wang, Griswold & Miller, 2010 — Китай
- Draconarius chaiqiaoensis (Zhang, Peng & Kim, 1997) — Китай
- Draconarius cheni (Platnick, 1989) — Китай
- Draconarius clavellatus Liu, Li & Pham, 2010 — Вьетнам
- Draconarius cochleariformis Liu & Li, 2009 — Китай
- Draconarius colubrinus Zhang, Zhu & Song, 2002 — Китай
- Draconarius communis Wang & Martens, 2009 — Непал
- Draconarius complanatus Xu & Li, 2008 — Китай
- Draconarius condocephalus Wang & Martens, 2009 — Непал
- Draconarius confusus Wang & Martens, 2009 — Непал
- Draconarius contiguus Wang & Martens, 2009 — Непал
- Draconarius coreanus (Paik & Yaginuma, 1969) — Корея, Япония
- Draconarius cucphuongensis Liu, Li & Pham, 2010 — Вьетнам
- Draconarius curiosus Wang, 2003 — Китай
- Draconarius curvabilis Wang & Jager, 2007 — Китай
- Draconarius curvus Wang, Griswold & Miller, 2010 — Китай
- Draconarius cylindratus Wang & Martens, 2009 — Непал
- Draconarius dapaensis Wang & Martens, 2009 — Непал
- Draconarius davidi (Schenkel, 1963) — Китай
- Draconarius degeneratus (Liu & Li, 2009) — Китай
- Draconarius denisi (Schenkel, 1963) — Китай
- Draconarius dialeptus Okumura, 2013 — Япония
- Draconarius digituliscaput Chen, Zhu & Kim, 2008 — Китай
- Draconarius digitusiformis (Wang et al., 1990) — Китай
- Draconarius disgregus Wang, 2003 — Китай
- Draconarius dissitus Wang, 2003 — Китай
- Draconarius distinctus Wang & Martens, 2009 — Непал
- Draconarius dorsicephalus Wang & Martens, 2009 — Непал
- Draconarius dubius Wang, 2003 — Китай
- Draconarius duplus Wang, Griswold & Miller, 2010 — Китай
- Draconarius elatus Dankittipakul & Wang, 2004 — Таиланд
- Draconarius ellipticus Liu, Li & Pham, 2010 — Вьетнам
- Draconarius episomos Wang, 2003 — Китай
- Draconarius euryembolus Wang, Griswold & Miller, 2010 — Китай
- Draconarius everesti (Hu, 2001) — Китай
- Draconarius exiguus Liu & Li, 2010 — Китай
- Draconarius exilis Zhang, Zhu & Wang, 2005 — Китай
- Draconarius expansus Xu & Li, 2008 — Китай
- Draconarius falcatus Xu & Li, 2006 — Китай
- Draconarius flos Wang & Jager, 2007 — Китай
- Draconarius gigas Wang, Griswold & Miller, 2010 — Китай
- Draconarius globulatus Chami-Kranon, Sonthichai & Wang, 2006 — Таиланд
- Draconarius gorkhaensis Wang & Martens, 2009 — Непал
- Draconarius griswoldi Wang, 2003 — Китай
- Draconarius guizhouensis (Peng, Li & Huang, 2002) — Китай
- Draconarius guoi Wang, Griswold & Miller, 2010 — Китай
- Draconarius gurkha (Brignoli, 1976) — Непал
- Draconarius gyriniformis (Wang & Zhu, 1991) — Китай
- Draconarius hallaensis Kim & Lee, 2007 — Корея
- Draconarius hangzhouensis (Chen, 1984) — Китай
- Draconarius hanoiensis Wang & Jager, 2008 — Вьетнам
- Draconarius haopingensis Wang, 2003 — Китай
- Draconarius himalayaensis (Hu, 2001) — Китай
- Draconarius hui (Dankittipakul & Wang, 2003) — Китай
- Draconarius huizhunesis (Wang & Xu, 1988) — Китай
- Draconarius huongsonensis Wang & Jager, 2008 — Вьетнам
- Draconarius immensus Xu & Li, 2006 — Китай
- Draconarius improprius Wang, Griswold & Miller, 2010 — Китай
- Draconarius incertus Wang, 2003 — Китай
- Draconarius infulatus (Wang et al., 1990) — Китай
- Draconarius inthanonensis Dankittipakul & Wang, 2003 — Таиланд
- Draconarius introhamatus (Xu & Li, 2006) — Китай
- Draconarius jianfenglingensis Liu & Li, 2009 — Китай
- Draconarius jiangyongensis (Peng, Gong & Kim, 1996) — Китай
- Draconarius kavanaughi Wang, Griswold & Miller, 2010 — Китай
- Draconarius kayasanensis (Paik, 1972) — Корея
- Draconarius labiatus (Wang & Ono, 1998) — Тайвань
- Draconarius laohuanglongensis (Liu & Li, 2009) — Китай
- Draconarius latellai Marusik & Ballarin, 2011 — Пакистан
- Draconarius lateralis Dankittipakul & Wang, 2004 — Таиланд
- Draconarius laticavus Wang, Griswold & Miller, 2010 — Китай
- Draconarius latidens Wang & Jager, 2008 — Лаос
- Draconarius latiforus Wang & Martens, 2009 — Непал
- Draconarius latusincertus Wang, Griswold & Miller, 2010 — Китай
- Draconarius levyi Wang, Griswold & Miller, 2010 — Китай
- Draconarius lini Liu & Li, 2009 — Китай
- Draconarius linxiaensis Wang, 2003 — Китай
- Draconarius linzhiensis (Hu, 2001) — Китай
- Draconarius longissimus Liu, Li & Pham, 2010 — Вьетнам
- Draconarius longlingensis Wang, Griswold & Miller, 2010 — Китай
- Draconarius lutulentus (Wang et al., 1990) — Китай
- Draconarius magicus Liu, Li & Pham, 2010 — Вьетнам
- Draconarius magnarcuatus Xu & Li, 2008 — Китай
- Draconarius magniceps (Schenkel, 1936) — Китай
- Draconarius meganiger Wang & Martens, 2009 — Непал
- Draconarius microcoelotes Wang & Martens, 2009 — Непал
- Draconarius mikrommatos Wang, Griswold & Miller, 2010 — Китай
- Draconarius molluscus (Wang et al., 1990) — Китай
- Draconarius monticola Dankittipakul, Sonthichai & Wang, 2006 — Таиланд
- Draconarius montis Dankittipakul, Sonthichai & Wang, 2006 — Таиланд
- Draconarius mupingensis Xu & Li, 2006 — Китай
- Draconarius nanyuensis (Peng & Yin, 1998) — Китай
- Draconarius naranensis Ovtchinnikov, 2005 — Пакистан
- Draconarius neixiangensis (Hu, Wang & Wang, 1991) — Китай
- Draconarius noctulus (Wang et al., 1990) — Китай
- Draconarius nudulus Wang, 2003 — Китай
- Draconarius olorinus Wang, Griswold & Miller, 2010 — Китай
- Draconarius ornatus (Wang et al., 1990) — Китай
- Draconarius ovillus Xu & Li, 2007 — Китай
- Draconarius pakistanicus Ovtchinnikov, 2005 — Пакистан
- Draconarius panchtharensis Wang & Martens, 2009 — Непал
- Draconarius papai Chami-Kranon, Sonthichai & Wang, 2006 — Таиланд
- Draconarius papillatus Xu & Li, 2006 — Китай
- Draconarius paraepisomos Wang & Martens, 2009 — Непал
- Draconarius paralateralis Dankittipakul & Wang, 2004 — Таиланд
- Draconarius parallelus Liu & Li, 2009 — Китай
- Draconarius paraspiralis Wang, Griswold & Miller, 2010 — Китай
- Draconarius paraterebratus Wang, 2003 — Китай
- Draconarius paratrifasciatus Wang & Jager, 2007 — Китай
- Draconarius patellabifidus Wang, 2003 — Китай
- Draconarius penicillatus (Wang et al., 1990) — Китай
- Draconarius peregrinus Xie & Chen, 2011 — Китай
- Draconarius pervicax (Hu & Li, 1987) — Китай
- Draconarius phuhin Dankittipakul, Sonthichai & Wang, 2006 — Таиланд
- Draconarius phulchokiensis Wang & Martens, 2009 — Непал
- Draconarius picta (Hu, 2001) — Китай
- Draconarius postremus Wang & Jager, 2008 — Лаос
- Draconarius potanini (Schenkel, 1963) — Китай
- Draconarius promontorioides Dankittipakul & Wang, 2008 — Таиланд
- Draconarius promontorius Dankittipakul, Sonthichai & Wang, 2006 — Таиланд
- Draconarius proximus Chen, Zhu & Kim, 2008 — Китай
- Draconarius pseudoagrestis Wang, Griswold & Miller, 2010 — Китай
- Draconarius pseudobrunneus Wang, 2003 — Китай
- Draconarius pseudocapitulatus Wang, 2003 — Китай
- Draconarius pseudoclavellatus Liu, Li & Pham, 2010 — Вьетнам
- Draconarius pseudocoreanus Xu & Li, 2008 — Китай
- Draconarius pseudogurkha Wang & Martens, 2009 — Непал
- Draconarius pseudomeganiger Wang & Martens, 2009 — Непал
- Draconarius pseudolateralis Dankittipakul & Wang, 2004 — Таиланд
- Draconarius pseudopumilus Liu, Li & Pham, 2010 — Вьетнам
- Draconarius pseudospiralis Wang, Griswold & Miller, 2010 — Китай
- Draconarius pseudowuermlii Wang, 2003 — Китай
- Draconarius pumilus Liu, Li & Pham, 2010 — Вьетнам
- Draconarius qingzangensis (Hu, 2001) — Китай
- Draconarius quadratus (Wang et al., 1990) — Китай
- Draconarius quattour Wang, Griswold & Miller, 2010 — Китай
- Draconarius renalis Wang, Griswold & Miller, 2010 — Китай
- Draconarius rimatus Liu, Li & Pham, 2010 — Вьетнам
- Draconarius rotulus Liu, Li & Pham, 2010 — Вьетнам
- Draconarius rotundus Wang, 2003 — Китай
- Draconarius rufulus (Wang et al., 1990) — Китай
- Draconarius sacculus Wang & Martens, 2009 — Непал
- Draconarius schawalleri Wang & Martens, 2009 — Непал
- Draconarius schenkeli (Brignoli, 1978) — Бутан
- Draconarius schwendingeri Dankittipakul, Sonthichai & Wang, 2006 — Таиланд
- Draconarius semicircularis Liu & Li, 2009 — Китай
- Draconarius semicirculus Wang & Martens, 2009 — Непал
- Draconarius seorsus Wang & Martens, 2009 — Непал
- Draconarius siamensis Dankittipakul & Wang, 2003 — Таиланд
- Draconarius sichuanensis Wang & Jager, 2007 — Китай
- Draconarius silva Dankittipakul, Sonthichai & Wang, 2006 — Таиланд
- Draconarius silvicola Dankittipakul, Sonthichai & Wang, 2006 — Таиланд
- Draconarius simplicidens Wang, 2003 — Китай
- Draconarius simplicifolis Wang & Martens, 2009 — Непал
- Draconarius singulatus (Wang et al., 1990) — Китай
- Draconarius songi Wang & Jager, 2008 — Лаос
- Draconarius specialis Xu & Li, 2007 — Китай
- Draconarius spinosus Wang & Martens, 2009 — Непал
- Draconarius spiralis Wang, Griswold & Miller, 2010 — Китай
- Draconarius spirallus Xu & Li, 2007 — Китай
- Draconarius stemmleri (Brignoli, 1978) — Бутан
- Draconarius streptus (Zhu & Wang, 1994) — Китай
- Draconarius striolatus (Wang et al., 1990) — Китай
- Draconarius strophadatus (Zhu & Wang, 1991) — Китай
- Draconarius subabsentis Xu & Li, 2008 — Китай
- Draconarius subconfusus Wang & Martens, 2009 — Непал
- Draconarius subepisomos Wang & Martens, 2009 — Непал
- Draconarius sublutulentus Xu & Li, 2008 — Китай
- Draconarius subrotundus Wang & Martens, 2009 — Непал
- Draconarius subtitanus (Hu, 1992) — Китай
- Draconarius subulatus Dankittipakul & Wang, 2003 — Таиланд
- Draconarius suttisani Dankittipakul & Wang, 2008 — Таиланд
- Draconarius syzygiatus (Zhu & Wang, 1994) — Китай
- Draconarius tabularis Wang & Jager, 2008 — Лаос
- Draconarius tamdaoensis Liu, Li & Pham, 2010 — Вьетнам
- Draconarius tangi Wang, Griswold & Miller, 2010 — Китай
- Draconarius taplejungensis Wang & Martens, 2009 — Непал
- Draconarius tensus Xu & Li, 2008 — Китай
- Draconarius tentus Dankittipakul, Sonthichai & Wang, 2006 — Таиланд
- Draconarius terebratus (Peng & Wang, 1997) — Китай
- Draconarius testudinatus Wang & Martens, 2009 — Непал
- Draconarius tiantangensis Xie & Chen, 2011 — Китай
- Draconarius tibetensis Wang, 2003 — Китай
- Draconarius tinjuraensis Wang & Martens, 2009 — Непал
- Draconarius tongi Xu & Li, 2007 — Китай
- Draconarius tortus Chen, Zhu & Kim, 2008 — Китай
- Draconarius transparens Liu, Li & Pham, 2010 — Вьетнам
- Draconarius transversus Liu, Li & Pham, 2010 — Вьетнам
- Draconarius triatus (Zhu & Wang, 1994) — Китай
- Draconarius tridens Wang, Griswold & Miller, 2010 — Китай
- Draconarius trifasciatus (Wang & Zhu, 1991) — Китай
- Draconarius trinus Wang & Jager, 2007 — Китай
- Draconarius tritos Wang & Martens, 2009 — Непал
- Draconarius tryblionatus (Wang & Zhu, 1991) — Китай
- Draconarius tubercularis Xu & Li, 2007 — Китай
- Draconarius turriformis Liu & Li, 2010 — Китай
- Draconarius uncatus (Liu & Li, 2009) — Китай
- Draconarius uncinatus (Wang et al., 1990) — Китай
- Draconarius ventrifurcatus Xu & Li, 2008 — Китай
- Draconarius venustus Ovtchinnikov, 1999 — Таджикистан
- Draconarius verrucifer Okumura, 2013 — Япония
- Draconarius volubilis Liu, Li & Pham, 2010 — Вьетнам
- Draconarius volutobursarius Wang & Martens, 2009 — Непал
- Draconarius wenzhouensis (Chen, 1984) — Китай
- Draconarius wrasei Wang & Jager, 2010 — Китай
- Draconarius wudangensis (Chen & Zhao, 1997) — Китай
- Draconarius wuermlii (Brignoli, 1978) — Бутан, Непал
- Draconarius xuae Wang, Griswold & Miller, 2010 — Китай
- Draconarius yadongensis (Hu & Li, 1987) — Китай, Непал
- Draconarius yani Wang, Griswold & Miller, 2010 — Китай
- Draconarius yichengensis Wang, 2003 — Китай
- Draconarius yosiianus (Nishikawa, 1999) — Китай
- Draconarius zonalis Xu & Li, 2008 — Китай

## Eratigena
Eratigena Bolzern, Durckhardt & Hanggi, 2013
- Eratigena agrestis (Walckenaer, 1802) — Европа до Центральной Азии, США, Канада
- Eratigena arganoi (Brignoli, 1971) — Италия
- Eratigena atrica (C. L. Koch, 1843) — Европа, ввезён in Северная Америка
- Eratigena balearica (Brignoli, 1978) — Балеарские острова
- Eratigena barrientosi (Bolzern, Crespo & Cardoso, 2009) — Португалия
- Eratigena bucculenta (L. Koch, 1868) — Португалия, Испания
- Eratigena feminea (Simon, 1870) — Португалия, Испания, Мадейра, Алжир
- Eratigena fuesslini Pavesi, 1873 — Европа
- Eratigena herculea (Fage, 1931) — Испания, Ibiza
- Eratigena hispanica (Fage, 1931) — Испания
- Eratigena incognita (Bolzern, Crespo & Cardoso, 2009) — Португалия
- Eratigena inermis (Simon, 1870) — Португалия, Испания, Франция
- Eratigena montigena (Simon, 1937) — Португалия, Испания
- Eratigena picta (Simon, 1870) — Европа, Россия, Северная Африка
- Eratigena sardoa (Brignoli, 1977) — Сардиния
- Eratigena sicana (Brignoli, 1976) — Сицилия, Сардиния
- Eratigena vidua (Cardenas & Barrientos, 2011) — Испания
- Eratigena vomeroi (Brignoli, 1977) — Италия

## Femoracoelotes
Femoracoelotes Wang, 2002
- Femoracoelotes latus (Wang, Tso & Wu, 2001) — Тайвань
- Femoracoelotes platnicki (Wang & Ono, 1998) — Тайвань

## Hadites
Hadites Keyserling, 1862
- Hadites tegenarioides Keyserling, 1862 — Хорватия

## Himalcoelotes
Himalcoelotes Wang, 2002
- Himalcoelotes aequoreus Wang, 2002 — Непал
- Himalcoelotes brignolii Wang, 2002 — Бутан
- Himalcoelotes bursarius Wang, 2002 — Непал
- Himalcoelotes diatropos Wang, 2002 — Непал
- Himalcoelotes gyirongensis (Hu & Li, 1987) — Китай, Непал
- Himalcoelotes martensi Wang, 2002 — Непал
- Himalcoelotes pirum Wang, 2002 — Непал
- Himalcoelotes sherpa (Brignoli, 1976) — Непал
- Himalcoelotes subsherpa Wang, 2002 — Непал
- Himalcoelotes syntomos Wang, 2002 — Непал
- Himalcoelotes tortuous Zhang & Zhu, 2010 — Китай
- Himalcoelotes xizangensis (Hu, 1992) — Китай
- Himalcoelotes zhamensis Zhang & Zhu, 2010 — Китай

## Histopona
Histopona Thorell, 1869
- Histopona bidens (Absolon & Kratochvil, 1933) — Хорватия, Македония
- Histopona conveniens (Kulczynski, 1914) — Босния и Герцеговина
- Histopona dubia (Absolon & Kratochvil, 1933) — Хорватия, Босния и Герцеговина
- Histopona egonpretneri Deeleman-Reinhold, 1983 — Хорватия
- Histopona fioni Bolzern, Pantini & Isaia, 2013 — Швейцария, Италия
- Histopona hauseri (Brignoli, 1972) — Греция, Македония
- Histopona isolata Deeleman-Reinhold, 1983 — Крит
- Histopona italica Brignoli, 1977 — Италия
- Histopona krivosijana (Kratochvil, 1935) — Черногория
- Histopona laeta (Kulczynski, 1897) — Румыния
- Histopona leonardoi Bolzern, Pantini & Isaia, 2013 — Швейцария, Италия
- Histopona luxurians (Kulczynski, 1897) — Австрия, Восточная Европа
- Histopona myops (Simon, 1885) — Восточная Европа
- Histopona palaeolithica (Brignoli, 1971) — Италия
- Histopona sinuata (Kulczynski, 1897) — Румыния
- Histopona strinatii (Brignoli, 1976) — Греция
- Histopona thaleri Gasparo, 2005 — Греция
- Histopona torpida (C. L. Koch, 1837) — Европа, Россия
- Histopona tranteevi Deltshev, 1978 — Болгария
- Histopona vignai Brignoli, 1980 — Греция

## Hololena
Hololena Chamberlin & Gertsch, 1929
- Hololena adnexa (Chamberlin & Gertsch, 1929) — США
- Hololena aduma Chamberlin & Ivie, 1942 — США
- Hololena altura Chamberlin & Ivie, 1942 — США
- Hololena atypica Chamberlin & Ivie, 1942 — США
- Hololena barbarana Chamberlin & Ivie, 1942 — США
- Hololena curta (McCook, 1894) — США, Канада, Аляска
- Hololena dana Chamberlin & Ivie, 1942 — США
- Hololena frianta Chamberlin & Ivie, 1942 — США
- Hololena furcata (Chamberlin & Gertsch, 1929) — США
- Hololena hola (Chamberlin, 1928) — США
- Hololena hopi Chamberlin & Ivie, 1942 — США
- Hololena lassena Chamberlin & Ivie, 1942 — США
- Hololena madera Chamberlin & Ivie, 1942 — США
- Hololena mimoides (Chamberlin, 1919) — США
- Hololena monterea Chamberlin & Ivie, 1942 — США
- Hololena nedra Chamberlin & Ivie, 1942 — США
- Hololena nevada (Chamberlin & Gertsch, 1929) — США
- Hololena oola Chamberlin & Ivie, 1942 — США
- Hololena oquirrhensis (Chamberlin & Gertsch, 1930) — США
- Hololena pacifica (Banks, 1896) — США
- Hololena parana Chamberlin & Ivie, 1942 — США
- Hololena pearcei Chamberlin & Ivie, 1942 — США
- Hololena rabana Chamberlin & Ivie, 1942 — США
- Hololena santana Chamberlin & Ivie, 1942 — США
- Hololena septata Chamberlin & Ivie, 1942 — США
- Hololena sidella Chamberlin & Ivie, 1942 — США
- Hololena sula Chamberlin & Ivie, 1942 — США
- Hololena tentativa (Chamberlin & Gertsch, 1929) — США
- Hololena tulareana Chamberlin & Ivie, 1942 — США
- Hololena turba Chamberlin & Ivie, 1942 — США

## Huangyuania
Huangyuania Song & Li, 1990
- Huangyuania tibetana (Hu & Li, 1987) — Китай

## Huka
Huka Forster & Wilton, 1973
- Huka alba Forster & Wilton, 1973 — Новая Зеландия
- Huka lobata Forster & Wilton, 1973 — Новая Зеландия
- Huka minima Forster & Wilton, 1973 — Новая Зеландия
- Huka minuta Forster & Wilton, 1973 — Новая Зеландия
- Huka pallida Forster & Wilton, 1973 — Новая Зеландия

## Hypocoelotes
Hypocoelotes Nishikawa, 2009
- Hypocoelotes tumidivulva (Nishikawa, 1980) — Япония

## Inermocoelotes
Inermocoelotes Ovtchinnikov, 1999
- Inermocoelotes anoplus (Kulczynski, 1897) — Австрия, Италия, Восточная Европа
- Inermocoelotes brevispinus (Deltshev & Dimitrov, 1996) — Болгария
- Inermocoelotes deltshevi (Dimitrov, 1996) — Болгария
- Inermocoelotes drenskii (Deltshev, 1990) — Болгария
- Inermocoelotes falciger (Kulczynski, 1897) — Восточная Европа
- Inermocoelotes gasperinii (Simon, 1891) — Хорватия
- Inermocoelotes halanensis (Wang, Zhu & Li, 2010) — Хорватия
- Inermocoelotes inermis (L. Koch, 1855) — Европа
- Inermocoelotes jurinitschi (Drensky, 1915) — Болгария
- Inermocoelotes karlinskii (Kulczynski, 1906) — Юго-Восточная Европа
- Inermocoelotes kulczynskii (Drensky, 1915) — Болгария
- Inermocoelotes microlepidus (de Blauwe, 1973) — Италия, Болгария, Македония
- Inermocoelotes paramicrolepidus (Wang, Zhu & Li, 2010) — Греция
- Inermocoelotes xinpingwangi (Deltshev, 2009) — Болгария

## Iwogumoa
Iwogumoa Kishida, 1955
- Iwogumoa acco (Nishikawa, 1987) — Япония
- Iwogumoa dicranata (Wang et al., 1990) — Китай
- Iwogumoa ensifer (Wang & Ono, 1998) — Тайвань
- Iwogumoa illustrata (Wang et al., 1990) — Китай
- Iwogumoa insidiosa (L. Koch, 1878) — Россия, Корея, Япония
- Iwogumoa interuna (Nishikawa, 1977) — Корея, Япония
- Iwogumoa longa (Wang, Tso & Wu, 2001) — Тайвань
- Iwogumoa montivaga (Wang & Ono, 1998) — Тайвань
- Iwogumoa nagasakiensis Okumura, 2007 — Япония
- Iwogumoa pengi (Ovtchinnikov, 1999) — Китай
- Iwogumoa porta Nishikawa, 2009 — Япония
- Iwogumoa songminjae (Paik & Yaginuma, 1969) — Россия, Китай, Корея
- Iwogumoa taoyuandong (Bao & Yin, 2004) — Китай
- Iwogumoa tengchihensis (Wang & Ono, 1998) — Тайвань
- Iwogumoa xieae Liu & Li, 2008 — Китай
- Iwogumoa xinhuiensis (Chen, 1984) — Китай, Тайвань
- Iwogumoa yaeyamensis (Shimojana, 1982) — Япония
- Iwogumoa yushanensis (Wang & Ono, 1998) — Тайвань

## Kidugua
Kidugua Lehtinen, 1967
- Kidugua spiralis Lehtinen, 1967 — Конго

## Leptocoelotes
Leptocoelotes Wang, 2002
- Leptocoelotes edentulus (Wang & Ono, 1998) — Тайвань
- Leptocoelotes pseudoluniformis (Zhang, Peng & Kim, 1997) — Китай

## Lineacoelotes
Lineacoelotes Xu, Li & Wang, 2008
- Lineacoelotes bicultratus (Chen, Zhao & Wang, 1991) — Китай
- Lineacoelotes funiushanensis (Hu, Wang & Wang, 1991) — Китай
- Lineacoelotes longicephalus Xu, Li & Wang, 2008 — Китай
- Lineacoelotes nitidus (Li & Zhang, 2002) — Китай
- Lineacoelotes strenuus Xu, Li & Wang, 2008 — Китай

## Longicoelotes
Longicoelotes Wang, 2002
- Longicoelotes karschi Wang, 2002 — Китай
- Longicoelotes kulianganus (Chamberlin, 1924) — Китай
- Longicoelotes senkakuensis (Shimojana, 2000) — Острова Рюкю

## Lycosoides
Lycosoides Lucas, 1846
- Lycosoides caparti (de Blauwe, 1980) — Марокко, Алжир
- Lycosoides coarctata (Dufour, 1831) — Средиземноморье
- Lycosoides crassivulva (Denis, 1954) — Марокко
- Lycosoides flavomaculata Lucas, 1846 — Средиземноморье
- Lycosoides instabilis (Denis, 1954) — Марокко
- Lycosoides lehtineni Marusik & Guseinov, 2003 — Азербайджан
- Lycosoides leprieuri (Simon, 1875) — Алжир, Тунис
- Lycosoides parva (Denis, 1954) — Марокко
- Lycosoides subfasciata (Simon, 1870) — Марокко, Алжир
- Lycosoides variegata (Simon, 1870) — Испания, Марокко, Алжир

## Mahura
Mahura Forster & Wilton, 1973
- Mahura accola Forster & Wilton, 1973 — Новая Зеландия
- Mahura bainhamensis Forster & Wilton, 1973 — Новая Зеландия
- Mahura boara Forster & Wilton, 1973 — Новая Зеландия
- Mahura crypta Forster & Wilton, 1973 — Новая Зеландия
- Mahura detrita Forster & Wilton, 1973 — Новая Зеландия
- Mahura hinua Forster & Wilton, 1973 — Новая Зеландия
- Mahura musca Forster & Wilton, 1973 — Новая Зеландия
- Mahura rubella Forster & Wilton, 1973 — Новая Зеландия
- Mahura rufula Forster & Wilton, 1973 — Новая Зеландия
- Mahura scuta Forster & Wilton, 1973 — Новая Зеландия
- Mahura sorenseni Forster & Wilton, 1973 — Новая Зеландия
- Mahura southgatei Forster & Wilton, 1973 — Новая Зеландия
- Mahura spinosa Forster & Wilton, 1973 — Новая Зеландия
- Mahura spinosoides Forster & Wilton, 1973 — Новая Зеландия
- Mahura takahea Forster & Wilton, 1973 — Новая Зеландия
- Mahura tarsa Forster & Wilton, 1973 — Новая Зеландия
- Mahura turris Forster & Wilton, 1973 — Новая Зеландия
- Mahura vella Forster & Wilton, 1973 — Новая Зеландия

## Maimuna
Maimuna Lehtinen, 1967
- Maimuna bovierlapierrei (Kulczynski, 1911) — Ливан, Израиль
- Maimuna cariae Brignoli, 1978 — Турция
- Maimuna carmelica Levy, 1996 — Израиль
- Maimuna cretica (Kulczynski, 1903) — Греция, Крит
- Maimuna inornata (O. P.-Cambridge, 1872) — Греция, Сирия, Израиль
- Maimuna meronis Levy, 1996 — Израиль
- Maimuna vestita (C. L. Koch, 1841) — Восточная Средиземноморье

## Malthonica
Malthonica Simon, 1898
- Malthonica africana Simon & Fage, 1922 — Восточная Африка
- Malthonica daedali Brignoli, 1980 — Крит
- Malthonica lusitanica Simon, 1898 — от Португалии до Франции
- Malthonica minoa (Brignoli, 1976) — Крит
- Malthonica oceanica Barrientos & Cardoso, 2007 — Португалия
- Malthonica paraschiae Brignoli, 1984 — Греция
- Malthonica spinipalpis Deltshev, 1990 — Греция

## Melpomene
Melpomene O. P.-Cambridge, 1898
- Melpomene bicavata (F. O. P.-Cambridge, 1902) — Мексика
- Melpomene bipunctata (Roth, 1967) — Тринидад
- Melpomene chiricana Chamberlin & Ivie, 1942 — Панама
- Melpomene coahuilana (Gertsch & Davis, 1940) — Мексика
- Melpomene elegans O. P.-Cambridge, 1898 — Мексика
- Melpomene panamana (Petrunkevitch, 1925) — Панама
- Melpomene penetralis (F. O. P.-Cambridge, 1902) — Коста-Рика
- Melpomene plesia Chamberlin & Ivie, 1942 — Панама
- Melpomene quadrata (Kraus, 1955) — Сальвадор
- Melpomene rita (Chamberlin & Ivie, 1941) — США
- Melpomene singula (Gertsch & Ivie, 1936) — Мексика
- Melpomene transversa (F. O. P.-Cambridge, 1902) — Мексика

## Mistaria
Mistaria Lehtinen, 1967
- Mistaria leucopyga (Pavesi, 1883) — Центральная, Восточная Африка, Йемен
  - Mistaria leucopyga niangarensis (Lessert, 1927) — Восточная Африка

## Neoramia
Neoramia Forster & Wilton, 1973
- Neoramia allanae Forster & Wilton, 1973 — Новая Зеландия
- Neoramia alta Forster & Wilton, 1973 — Новая Зеландия
- Neoramia charybdis (Hogg, 1910) — Новая Зеландия
- Neoramia childi Forster & Wilton, 1973 — Новая Зеландия
- Neoramia crucifera (Hogg, 1909) — Окленд
- Neoramia finschi (L. Koch, 1872) — Новая Зеландия
- Neoramia fiordensis Forster & Wilton, 1973 — Новая Зеландия
- Neoramia hoggi (Forster, 1964) — Кэмпбелл
- Neoramia hokina Forster & Wilton, 1973 — Новая Зеландия
- Neoramia janus (Bryant, 1935) — Новая Зеландия
- Neoramia koha Forster & Wilton, 1973 — Новая Зеландия
- Neoramia komata Forster & Wilton, 1973 — Новая Зеландия
- Neoramia mamoea Forster & Wilton, 1973 — Новая Зеландия
- Neoramia marama Forster & Wilton, 1973 — Новая Зеландия
- Neoramia margaretae Forster & Wilton, 1973 — Новая Зеландия
- Neoramia matua Forster & Wilton, 1973 — Новая Зеландия
- Neoramia minuta Forster & Wilton, 1973 — Новая Зеландия
- Neoramia nana Forster & Wilton, 1973 — Новая Зеландия
- Neoramia oroua Forster & Wilton, 1973 — Новая Зеландия
- Neoramia otagoa Forster & Wilton, 1973 — Новая Зеландия
- Neoramia raua Forster & Wilton, 1973 — Новая Зеландия
- Neoramia setosa (Bryant, 1935) — Новая Зеландия

## Neorepukia
Neorepukia Forster & Wilton, 1973
- Neorepukia hama Forster & Wilton, 1973 — Новая Зеландия
- Neorepukia pilama Forster & Wilton, 1973 — Новая Зеландия

## Neotegenaria
Neotegenaria Roth, 1967
- Neotegenaria agelenoides Roth, 1967 — Гайана

## Neowadotes
Neowadotes Alayon, 1995
- Neowadotes casabito Alayon, 1995 — Гаити

## Notiocoelotes
Notiocoelotes Wang, Xu & Li, 2008
- Notiocoelotes laosensis Wang, Xu & Li, 2008 — Лаос
- Notiocoelotes lingulatus Wang, Xu & Li, 2008 — Китай
- Notiocoelotes membranaceus Liu & Li, 2010 — Китай
- Notiocoelotes orbiculatus Liu & Li, 2010 — Китай
- Notiocoelotes palinitropus (Zhu & Wang, 1994) — Китай
- Notiocoelotes parvitriangulus Liu, Li & Pham, 2010 — Вьетнам
- Notiocoelotes pseudolingulatus Liu & Li, 2010 — Китай
- Notiocoelotes pseudovietnamensis Liu, Li & Pham, 2010 — Вьетнам
- Notiocoelotes sparus (Dankittipakul, Chami-Kranon & Wang, 2005) — Таиланд
- Notiocoelotes spirellus Liu & Li, 2010 — Китай
- Notiocoelotes vietnamensis Wang, Xu & Li, 2008 — Вьетнам

## Novalena
Novalena Chamberlin & Ivie, 1942
- Novalena annamae (Gertsch & Davis, 1940) — Мексика
- Novalena approximata (Gertsch & Ivie, 1936) — Коста-Рика
- Novalena attenuata (F. O. P.-Cambridge, 1902) — Мексика, Гватемала
- Novalena bipartita (Kraus, 1955) — Сальвадор
- Novalena calavera Chamberlin & Ivie, 1942 — США
- Novalena costata (F. O. P.-Cambridge, 1902) — Коста-Рика
- Novalena cuspidata (F. O. P.-Cambridge, 1902) — Мексика
- Novalena idahoana (Gertsch, 1934) — США
- Novalena intermedia (Chamberlin & Gertsch, 1930) — США
- Novalena laticava (Kraus, 1955) — Сальвадор
- Novalena lobata (F. O. P.-Cambridge, 1902) — Мексика
- Novalena lutzi (Gertsch, 1933) — США
- Novalena marginata (F. O. P.-Cambridge, 1902) — Мексика
- Novalena nova (O. P.-Cambridge, 1896) — Гватемала
- Novalena orizaba (Banks, 1898) — Мексика
- Novalena pina Chamberlin & Ivie, 1942 — США
- Novalena tolucana (Gertsch & Davis, 1940) — Мексика
- Novalena variabilis (F. O. P.-Cambridge, 1902) — Мексика
- Novalena wawona Chamberlin & Ivie, 1942 — США

## Olorunia
Olorunia Lehtinen, 1967
- Olorunia punctata Lehtinen, 1967 — Конго

## Oramia
Oramia Forster, 1964
- Oramia chathamensis (Simon, 1899) — Чатем
- Oramia frequens (Rainbow, 1920) — Лорд-Хау
- Oramia littoralis Forster & Wilton, 1973 — Новая Зеландия
- Oramia mackerrowi (Marples, 1959) — Новая Зеландия
- Oramia marplesi Forster, 1964 — Окленд
- Oramia occidentalis (Marples, 1959) — Новая Зеландия
- Oramia rubrioides (Hogg, 1909) — Новая Зеландия
- Oramia solanderensis Forster & Wilton, 1973 — Новая Зеландия

## Oramiella
Oramiella Forster & Wilton, 1973
- Oramiella wisei Forster & Wilton, 1973 — Новая Зеландия

## Orepukia
Orepukia Forster & Wilton, 1973
- Orepukia alta Forster & Wilton, 1973 — Новая Зеландия
- Orepukia catlinensis Forster & Wilton, 1973 — Новая Зеландия
- Orepukia dugdalei Forster & Wilton, 1973 — Новая Зеландия
- Orepukia egmontensis Forster & Wilton, 1973 — Новая Зеландия
- Orepukia florae Forster & Wilton, 1973 — Новая Зеландия
- Orepukia geophila Forster & Wilton, 1973 — Новая Зеландия
- Orepukia grisea Forster & Wilton, 1973 — Новая Зеландия
- Orepukia insula Forster & Wilton, 1973 — Новая Зеландия
- Orepukia nota Forster & Wilton, 1973 — Новая Зеландия
- Orepukia nummosa (Hogg, 1909) — Новая Зеландия
- Orepukia orophila Forster & Wilton, 1973 — Новая Зеландия
- Orepukia pallida Forster & Wilton, 1973 — Новая Зеландия
- Orepukia poppelwelli Forster & Wilton, 1973 — Новая Зеландия
- Orepukia prina Forster & Wilton, 1973 — Новая Зеландия
- Orepukia rakiura Forster & Wilton, 1973 — Новая Зеландия
- Orepukia redacta Forster & Wilton, 1973 — Новая Зеландия
- Orepukia riparia Forster & Wilton, 1973 — Новая Зеландия
- Orepukia sabua Forster & Wilton, 1973 — Новая Зеландия
- Orepukia similis Forster & Wilton, 1973 — Новая Зеландия
- Orepukia simplex Forster & Wilton, 1973 — Новая Зеландия
- Orepukia sorenseni Forster & Wilton, 1973 — Новая Зеландия
- Orepukia tanea Forster & Wilton, 1973 — Новая Зеландия
- Orepukia tonga Forster & Wilton, 1973 — Новая Зеландия
- Orepukia virtuta Forster & Wilton, 1973 — Новая Зеландия

## Orumcekia
Orumcekia KoA§ak & Kemal, 2008
- Orumcekia gemata (Wang, 1994) — Китай, Вьетнам
- Orumcekia jianhuii (Tang & Yin, 2002) — Китай
- Orumcekia lanna (Dankittipakul, Sonthichai & Wang, 2006) — Таиланд
- Orumcekia libo (Wang, 2003) — Китай, Вьетнам
- Orumcekia mangshan (Zhang & Yin, 2001) — Китай
- Orumcekia pseudogemata (Xu & Li, 2007) — Китай
- Orumcekia satoi (Nishikawa, 2003) — Япония
- Orumcekia sigillata (Wang, 1994) — Китай
- Orumcekia subsigillata (Wang, 2003) — Китай

## Paramyro
Paramyro Forster & Wilton, 1973
- Paramyro apicus Forster & Wilton, 1973 — Новая Зеландия
- Paramyro parapicus Forster & Wilton, 1973 — Новая Зеландия

## Pireneitega
Pireneitega Kishida, 1955
- Pireneitega armeniaca (Brignoli, 1978) — Турция
- Pireneitega bidens (Caporiacco, 1935) — Каракорум
- Pireneitega cottarellii (Brignoli, 1978) — Турция
- Pireneitega fedotovi (Charitonov, 1946) — Узбекистан
- Pireneitega garibaldii (Kritscher, 1969) — Италия
- Pireneitega involuta (Wang et al., 1990) — Китай
- Pireneitega liansui (Bao & Yin, 2004) — Китай
- Pireneitega luctuosa (L. Koch, 1878) — Россия, Центральная Азия, Китай, Корея, Япония
- Pireneitega luniformis (Zhu & Wang, 1994) — Китай
- Pireneitega major (Kroneberg, 1875) — Узбекистан, Таджикистан, Китай
- Pireneitega neglecta (Hu, 2001) — Китай
- Pireneitega ovtchinnikovi Kovblyuk et al., 2013 — Россия, Абхазия, Грузия
- Pireneitega pyrenaea (Simon, 1870) — Испания, Франция
- Pireneitega segestriformis (Dufour, 1820) — Европа, Россия
- Pireneitega spasskyi (Charitonov, 1946) — Россия, Грузия, Азербайджан
- Pireneitega spinivulva (Simon, 1880) — Россия, Китай, Корея, Япония
- Pireneitega taishanensis (Wang et al., 1990) — Китай
- Pireneitega taiwanensis Wang & Ono, 1998 — Тайвань
- Pireneitega tianchiensis (Wang et al., 1990) — Китай
- Pireneitega triglochinata (Zhu & Wang, 1991) — Китай
- Pireneitega xinping Zhang, Zhu & Song, 2002 — Китай

## Platocoelotes
Platocoelotes Wang, 2002
- Platocoelotes ampulliformis Liu & Li, 2008 — Китай
- Platocoelotes bifidus Yin, Xu & Yan, 2010 — Китай
- Platocoelotes brevis Liu & Li, 2008 — Китай
- Platocoelotes daweishanensis Xu & Li, 2008 — Китай
- Platocoelotes furcatus Liu & Li, 2008 — Китай
- Platocoelotes globosus Xu & Li, 2008 — Китай
- Platocoelotes icohamatoides (Peng & Wang, 1997) — Китай
- Platocoelotes imperfectus Wang & Jager, 2007 — Китай
- Platocoelotes impletus (Peng & Wang, 1997) — Китай
- Platocoelotes kailiensis Wang, 2003 — Китай
- Platocoelotes latus Xu & Li, 2008 — Китай
- Platocoelotes lichuanensis (Chen & Zhao, 1998) — Китай
- Platocoelotes paralatus Xu & Li, 2008 — Китай
- Platocoelotes polyptychus Xu & Li, 2007 — Китай
- Platocoelotes strombuliformis Liu & Li, 2008 — Китай
- Platocoelotes uenoi (Yamaguchi & Yaginuma, 1971) — Япония
- Platocoelotes zhuchuandiani Liu & Li, 2012 — Китай

## Porotaka
Porotaka Forster & Wilton, 1973
- Porotaka detrita Forster & Wilton, 1973 — Новая Зеландия
- Porotaka florae Forster & Wilton, 1973 — Новая Зеландия

## Pseudotegenaria
Pseudotegenaria Caporiacco, 1934
- Pseudotegenaria parva Caporiacco, 1934 — Ливия

## Robusticoelotes
Robusticoelotes Wang, 2002
- Robusticoelotes pichoni (Schenkel, 1963) — Китай
- Robusticoelotes sanmenensis (Tang, Yin & Zhang, 2002) — Китай

## Rothilena
Rothilena Maya-Morales & Jimenez, 2013
- Rothilena cochimi Maya-Morales & Jimenez, 2013 — Мексика
- Rothilena golondrina Maya-Morales & Jimenez, 2013 — Мексика
- Rothilena griswoldi Maya-Morales & Jimenez, 2013 — Мексика
- Rothilena naranjensis Maya-Morales & Jimenez, 2013 — Мексика
- Rothilena pilar Maya-Morales & Jimenez, 2013 — Мексика
- Rothilena sudcaliforniensis Maya-Morales & Jimenez, 2013 — Мексика

## Rualena
Rualena Chamberlin & Ivie, 1942
- Rualena alleni Chamberlin & Ivie, 1942 — США
- Rualena avila Chamberlin & Ivie, 1942 — США
- Rualena balboae (Schenkel, 1950) — США
- Rualena cavata (F. O. P.-Cambridge, 1902) — Мексика
- Rualena cockerelli Chamberlin & Ivie, 1942 — США
- Rualena cruzana Chamberlin & Ivie, 1942 — США
- Rualena goleta Chamberlin & Ivie, 1942 — США
- Rualena magnacava Chamberlin & Ivie, 1942 — США
- Rualena pasquinii Brignoli, 1974 — Мексика
- Rualena rua (Chamberlin, 1919) — США
- Rualena shlomitae Garcia-Villafuerte, 2009 — Мексика
- Rualena simplex (F. O. P.-Cambridge, 1902) — Мексика, Гватемала
- Rualena surana Chamberlin & Ivie, 1942 — США

## Spiricoelotes
Spiricoelotes Wang, 2002
- Spiricoelotes pseudozonatus Wang, 2003 — Китай
- Spiricoelotes urumensis (Shimojana, 1989) — Острова Рюкю
- Spiricoelotes zonatus (Peng & Wang, 1997) — Китай, Япония

## Tamgrinia
Tamgrinia Lehtinen, 1967
- Tamgrinia alveolifera (Schenkel, 1936) — Индия, Китай
- Tamgrinia coelotiformis (Schenkel, 1963) — Китай
- Tamgrinia laticeps (Schenkel, 1936) — Китай
- Tamgrinia rectangularis Xu & Li, 2006 — Китай
- Tamgrinia semiserrata Xu & Li, 2006 — Китай
- Tamgrinia tibetana (Hu & Li, 1987) — Китай
- Tamgrinia tulugouensis Wang, 2000 — Китай

## Tararua
Tararua Forster & Wilton, 1973
- Tararua celeripes (Urquhart, 1891) — Новая Зеландия
- Tararua clara Forster & Wilton, 1973 — Новая Зеландия
- Tararua diversa Forster & Wilton, 1973 — Новая Зеландия
- Tararua foordi Forster & Wilton, 1973 — Новая Зеландия
- Tararua puna Forster & Wilton, 1973 — Новая Зеландия
- Tararua ratuma Forster & Wilton, 1973 — Новая Зеландия
- Tararua versuta Forster & Wilton, 1973 — Новая Зеландия

## Tegecoelotes
Tegecoelotes Ovtchinnikov, 1999
- Tegecoelotes chikunii Okumura, Ono & Nishikawa, 2011 — Япония
- Tegecoelotes corasides (Bosenberg & Strand, 1906) — Япония
- Tegecoelotes dorsatus (Uyemura, 1936) — Япония
- Tegecoelotes dysodentatus Zhang & Zhu, 2005 — Китай
- Tegecoelotes echigonis Nishikawa, 2009 — Япония
- Tegecoelotes hibaensis Okumura, Ono & Nishikawa, 2011 — Япония
- Tegecoelotes ignotus (Bosenberg & Strand, 1906) — Япония
- Tegecoelotes michikoae (Nishikawa, 1977) — Япония
- Tegecoelotes mizuyamae Ono, 2008 — Япония
- Tegecoelotes otomo Nishikawa, 2009 — Япония
- Tegecoelotes religiosus Nishikawa, 2009 — Япония
- Tegecoelotes secundus (Paik, 1971) — Россия, Китай, Корея, Япония
- Tegecoelotes tateyamaensis Nishikawa, 2009 — Япония
- Tegecoelotes yogoensis Nishikawa, 2009 — Япония

## Tegenaria
Tegenaria Latreille, 1804
- Tegenaria abchasica Charitonov, 1941 — Россия, Грузия
- Tegenaria achaea Brignoli, 1977 — Греция
- Tegenaria adomestica Guseinov, Marusik & Koponen, 2005 — Азербайджан
- Tegenaria africana Lucas, 1846 — Алжир
- Tegenaria agnolettii Brignoli, 1978 — Турция
- Tegenaria angustipalpis Levy, 1996 — Греция, Израиль
- Tegenaria anhela Brignoli, 1972 — Турция
- Tegenaria animata Kratochvil & Miller, 1940 — Сербия, Черногория. Македония
- Tegenaria annae Bolzern, Durckhardt & Hanggi, 2013 — Греция
- Tegenaria annulata Kulczynski, 1913 — Босния и Герцеговина, Хорватия, Сербия, Черногория
- Tegenaria argaeica Nosek, 1905 — Болгария, Турция
- Tegenaria ariadnae Brignoli, 1984 — Крит
- Tegenaria armigera Simon, 1873 — Корсика, Сардиния
- Tegenaria averni Brignoli, 1978 — Турция
- Tegenaria bayeri Kratochvil, 1934 — Босния и Герцеговина, Сербия, Черногория
- Tegenaria bayrami Kaya et al., 2010 — Турция
- Tegenaria blanda Gertsch, 1971 — Мексика
- Tegenaria bosnica Kratochvil & Miller, 1940 — Хорватия, Босния и Герцеговина, Сербия, Черногория
- Tegenaria bozhkovi (Deltshev, 2008) — Болгария
- Tegenaria campestris (C. L. Koch, 1834) — Европа до Азербайджана
- Tegenaria capolongoi Brignoli, 1977 — Италия
- Tegenaria carensis Barrientos, 1981 — Испания
- Tegenaria caverna Gertsch, 1971 — Мексика
- Tegenaria chebana Thorell, 1897 — Мьянма
- Tegenaria chiricahuae Roth, 1968 — США
- Tegenaria chumachenkoi Kovblyuk & Ponomarev, 2008 — Россия
- Tegenaria circeoensis Bolzern, Durckhardt & Hanggi, 2013 — Италия
- Tegenaria comnena Brignoli, 1978 — Турция
- Tegenaria comstocki Gajbe, 2004 — Индия
- Tegenaria concolor Simon, 1873 — Сирия
- Tegenaria cottarellii Brignoli, 1978 — Турция
- Tegenaria croatica Bolzern, Durckhardt & Hanggi, 2013 — Хорватия
- Tegenaria dalmatica Kulczynski, 1906 — Средиземноморье до Украины
- Tegenaria decolorata Kratochvil & Miller, 1940 — Хорватия
- Tegenaria decora Gertsch, 1971 — Мексика
- Tegenaria dentifera Kulczynski, 1908 — Кипр
- Tegenaria domestica (Clerck, 1757) — Повсеместно
- Tegenaria eleonorae Brignoli, 1974 — Италия
- Tegenaria elysii Brignoli, 1978 — Турция
- Tegenaria epacris Levy, 1996 — Израиль
- Tegenaria faniapollinis Brignoli, 1978 — Греция, Турция
- Tegenaria femoralis Simon, 1873 — Франция, Италия
- Tegenaria ferruginea (Panzer, 1804) — Европа, Азорские острова (ввезён in Венесуэла)
- Tegenaria flexuosa F. O. P.-Cambridge, 1902 — Мексика
- Tegenaria florea Brignoli, 1974 — Мексика
- Tegenaria forestieroi Brignoli, 1978 — Турция
- Tegenaria gertschi Roth, 1968 — Мексика
- Tegenaria halidi Guseinov, Marusik & Koponen, 2005 — Азербайджан
- Tegenaria hamid Brignoli, 1978 — Турция
- Tegenaria hasperi Chyzer, 1897 — от Франции до Турции
- Tegenaria hauseri Brignoli, 1979 — Греция
- Tegenaria hemanginiae Reddy & Patel, 1992 — Индия
- Tegenaria henroti Dresco, 1956 — Сардиния
- Tegenaria ismaillensis Guseinov, Marusik & Koponen, 2005 — Азербайджан
- Tegenaria karaman Brignoli, 1978 — Турция
- Tegenaria lapicidinarum Spassky, 1934 — Россия, Украина
- Tegenaria lehtineni (Guseinov, Marusik & Koponen, 2005) — Азербайджан
- Tegenaria lenkoranica (Guseinov, Marusik & Koponen, 2005) — Азербайджан
- Tegenaria levantina Barrientos, 1981 — Испания
- Tegenaria longimana Simon, 1898 — Турция, Грузия, Россия
- Tegenaria lunakensis Tikader, 1964 — Непал
- Tegenaria lyncea Brignoli, 1978 — Турция, Азербайджан
- Tegenaria maelfaiti Bosmans, 2011 — Греция
- Tegenaria mamikonian Brignoli, 1978 — Турция
- Tegenaria maroccana Denis, 1956 — Марокко
- Tegenaria maronita Simon, 1873 — Сирия, Ливан, Израиль
- Tegenaria mediterranea Levy, 1996 — Израиль
- Tegenaria melbae Brignoli, 1972 — Турция
- Tegenaria mercanturensis Bolzern & Herve, 2010 — Франция
- Tegenaria mexicana Roth, 1968 — Мексика
- Tegenaria michae Brignoli, 1978 — Ливан
- Tegenaria mirifica Thaler, 1987 — Швейцария, Австрия. Италия
- Tegenaria montana Deltshev, 1993 — Болгария
- Tegenaria montiszasensis Bolzern, Durckhardt & Hanggi, 2013 — Греция
- Tegenaria nakhchivanica (Guseinov, Marusik & Koponen, 2005) — Азербайджан
- Tegenaria oribata Simon, 1916 — Франция
- Tegenaria pagana C. L. Koch, 1840 — Европа до Центральной Азии, от США до Чили, Новая Зеландия
- Tegenaria parietina (Fourcroy, 1785) — Европа, Северная Африка до Центральной Азии, Шри-Ланка, Вест-Индия до Аргентина
- Tegenaria parmenidis Brignoli, 1971 — Италия
- Tegenaria parvula Thorell, 1875 — Италия, Румыния
- Tegenaria pasquinii Brignoli, 1978 — Турция
- Tegenaria percuriosa Brignoli, 1972 — Болгария, Турция
- Tegenaria pieperi Brignoli, 1979 — Крит
- Tegenaria pindosiensis Bolzern, Durckhardt & Hanggi, 2013 — Греция
- Tegenaria podoprygorai (Kovblyuk, 2006) — Украина
- Tegenaria pontica Charitonov, 1947 — Грузия
- Tegenaria pseudolyncea (Guseinov, Marusik & Koponen, 2005) — Азербайджан
- Tegenaria racovitzai Simon, 1907 — Испания, Франция
- Tegenaria ramblae Barrientos, 1978 — Португалия, Испания
- Tegenaria regispyrrhi Brignoli, 1976 — Болгария, Греция, Балканы
- Tegenaria rhodiensis Caporiacco, 1948 — Родос, Турция
- Tegenaria rilaensis Deltshev, 1993 — Болгария
- Tegenaria rothi Gertsch, 1971 — Мексика
- Tegenaria sbordonii Brignoli, 1971 — Италия
- Tegenaria schmalfussi Brignoli, 1976 — Крит
- Tegenaria schoenhoferi Bolzern, Durckhardt & Hanggi, 2013 — Греция
- Tegenaria scopifera Barrientos, Ribera & Pons, 2002 — Балеарские острова
- Tegenaria selva Roth, 1968 — Мексика
- Tegenaria serrana Barrientos & SA?nchez-Corral, 2013 — Испания
- Tegenaria shillongensis Barman, 1979 — Индия
- Tegenaria silvestris L. Koch, 1872 — Европа, Россия
- Tegenaria talyshica Guseinov, Marusik & Koponen, 2005 — Азербайджан
- Tegenaria taurica Charitonov, 1947 — Украина, Грузия
- Tegenaria tekke Brignoli, 1978 — Турция
- Tegenaria tlaxcala Roth, 1968 — Мексика
- Tegenaria tridentina L. Koch, 1872 — Европа
- Tegenaria tyrrhenica Dalmas, 1922 — Франция, Италия
- Tegenaria vallei Brignoli, 1972 — Ливия
- Tegenaria vankeerorum Bolzern, Durckhardt & Hanggi, 2013 — Греция
- Tegenaria vignai Brignoli, 1978 — Турция
- Tegenaria wittmeri Brignoli, 1978 — Бутан
- Tegenaria zagatalensis Guseinov, Marusik & Koponen, 2005 — Азербайджан

## Textrix
Textrix Sundevall, 1833
- Textrix caudata L. Koch, 1872 — Средиземноморье, ввезён in Центральная Европа
- Textrix chyzeri de Blauwe, 1980 — Восточная Европа
- Textrix denticulata (Olivier, 1789) — Европа
- Textrix intermedia Wunderlich, 2008 — Франция
- Textrix nigromarginata Strand, 1906 — Эфиопия
- Textrix pinicola Simon, 1875 — от Португалии до Италии
- Textrix rubrofoliata Pesarini, 1990 — Сицилия

## Tikaderia
Tikaderia Lehtinen, 1967
- Tikaderia psechrina (Simon, 1906) — Himalayas

## Tonsilla
Tonsilla Wang & Yin, 1992
- Tonsilla defossa Xu & Li, 2006 — Китай
- Tonsilla eburniformis Wang & Yin, 1992 — Китай
- Tonsilla imitata Wang & Yin, 1992 — Китай
- Tonsilla lyrata (Wang et al., 1990) — Китай
- Tonsilla makros Wang, 2003 — Китай
- Tonsilla tautispina (Wang et al., 1990) — Китай
- Tonsilla truculenta Wang & Yin, 1992 — Китай
- Tonsilla variegata (Wang et al., 1990) — Китай
- Tonsilla yanlingensis (Zhang, Yin & Kim, 2000) — Китай

## Tortolena
Tortolena Chamberlin & Ivie, 1941
- Tortolena dela Chamberlin & Ivie, 1941 — США
- Tortolena glaucopis (F. O. P.-Cambridge, 1902) — от Мексики до Коста-Рики

## Tuapoka
Tuapoka Forster & Wilton, 1973
- Tuapoka cavata Forster & Wilton, 1973 — Новая Зеландия
- Tuapoka ovalis Forster & Wilton, 1973 — Новая Зеландия

## Urocoras
Urocoras Ovtchinnikov, 1999
- Urocoras longispinus (Kulczynski, 1897) — Центральная, Восточная Европа
- Urocoras matesianus (de Blauwe, 1973) — Италия
- Urocoras munieri (Simon, 1880) — Италия, Словения, Хорватия
- Urocoras nicomedis (Brignoli, 1978) — Турция

## Wadotes
Wadotes Chamberlin, 1925
- Wadotes bimucronatus (Simon, 1898) — США
- Wadotes calcaratus (Keyserling, 1887) — США, Канада
- Wadotes carinidactylus Bennett, 1987 — США
- Wadotes deceptis Bennett, 1987 — США
- Wadotes dixiensis Chamberlin, 1925 — США
- Wadotes georgiensis Howell, 1974 — США
- Wadotes hybridus (Emerton, 1890) — США, Канада
- Wadotes mumai Bennett, 1987 — США
- Wadotes saturnus Bennett, 1987 — США
- Wadotes tennesseensis Gertsch, 1936 — США
- Wadotes willsi Bennett, 1987 — США